# Circuit Het Nieuwsblad féminin 2009
Pour la course masculine, voir Circuit Het Nieuwsblad 2009.
La 4e édition du Circuit Het Nieuwsblad féminin a eu lieu le 28 février 2009. La course fait partie du calendrier international féminin UCI 2009 en catégorie 1.2. C'est également la première épreuve internationale disputée en Europe pour les féminines et est considérée comme le début de la saison des classiques.

## Classements

### Classement final
| \| Classement général \| Classement général \| Classement général \| Classement général \| Classement général \| \| Coureur \| Coureur \| Pays \| Équipe \| Temps \| \| ------------------ \| ------------------ \| ------------------ \| ----------------------------------- \| ------------------ \| \| 1re \| Suzanne de Goede \| Pays-Bas \| Equipe Nürnberger Versicherung \| 3 h 33 min 28 s \| \| 2e \| Noemi Cantele \| Italie \| Bigla \| + 0 s \| \| 3e \| Kelly Druyts \| Belgique \| Topsport Vlaanderen Thompson Ladies \| + 0 s \| \| 4e \| Chantal Blaak \| Pays-Bas \| Leontien.nl \| + 0 s \| \| 5e \| Sophie Creux \| France \| ESGL 93-GSD Gestion \| + 0 s \| \| 6e \| Adrie Visser \| Pays-Bas \| DSB Bank-Nederland Bloeit \| + 0 s \| \| 7e \| Mirjam Melchers \| Pays-Bas \| Flexpoint \| + 0 s \| \| 8e \| Andrea Bosman \| Pays-Bas \| Leontien.nl \| + 0 s \| \| 9e \| Ludivine Henrion \| Belgique \| Red Sun Cycling Team \| + 0 s \| \| 10e \| Monique van de Ree \| Pays-Bas \| Leontien.nl \| + 0 s \| |                    |          |                                     |                 |
| |                    |          |                                     |                 |
| Sources : Cycling Archives Cycling Quotient |                    |          |                                     |                 |
| Classement général |                    |          |                                     |                 |
| Coureur | Coureur            | Pays     | Équipe                              | Temps           |
| 1re | Suzanne de Goede   | Pays-Bas | Equipe Nürnberger Versicherung      | 3 h 33 min 28 s |
| 2e | Noemi Cantele      | Italie   | Bigla                               | + 0 s           |
| 3e | Kelly Druyts       | Belgique | Topsport Vlaanderen Thompson Ladies | + 0 s           |
| 4e | Chantal Blaak      | Pays-Bas | Leontien.nl                         | + 0 s           |
| 5e | Sophie Creux       | France   | ESGL 93-GSD Gestion                 | + 0 s           |
| 6e | Adrie Visser       | Pays-Bas | DSB Bank-Nederland Bloeit           | + 0 s           |
| 7e | Mirjam Melchers    | Pays-Bas | Flexpoint                           | + 0 s           |
| 8e | Andrea Bosman      | Pays-Bas | Leontien.nl                         | + 0 s           |
| 9e | Ludivine Henrion   | Belgique | Red Sun Cycling Team                | + 0 s           |
| 10e | Monique van de Ree | Pays-Bas | Leontien.nl                         | + 0 s           |

### Barème des points UCI
| Position           | 1er | 2e | 3e | 4e | 5e | 6e | 7e | 8e |
| Classement général | 40  | 30 | 16 | 12 | 10 | 8  | 6  | 3  |